# 吉村融
吉村 融（よしむら とおる、1930年1月24日 - ）は、日本の学者。政策研究大学院大学学長を経て、現在は政策研究大学院大学理事。専門分野は行動科学。

## 経歴
- 福井県出身[1]
- 1952年 東京大学文学部哲学科卒業
- 1955年 東京大学文学部助手
- 1967年 埼玉大学教養学部助教授
- 1972年 埼玉大学教養学部教授
- 1977年 埼玉大学大学院政策科学研究科長（学部に基礎を置いていない初の独立大学院を設置した。）
- 1994年 政策科学教育研究機関（仮称）創設準備室長
- 1997年 政策研究大学院大学創設準備室長、その後、政策研究大学院大学学長
- 2007年 政策研究大学院大学理事。

## 参加した審議会、委員など
- 中央教育審議会委員
- 学術審議会専門委員
- 産業技術審議会専門委員
- 科学技術庁参与
- 文部科学省科学技術政策研究所顧問
- 国際開発高等教育機構評議員
- 文化庁文化政策推進会議委員
- 新国立劇場運営財団理事

## 受章
- 2016年 瑞宝重光章受章

## 備考
- 埼玉大学の理学部、工学部と理化学研究所との間に設置された連携大学院の構想にも関わった。
- 新構想大学創設準備委員会委員として筑波大学や兵庫教育大学などのこれまでになかったタイプの大学設置に関わった。